# Aldebrand (święty)
Aldebrand (Aldebrandus) czasami Hildebrand,  (ur. 1167 w Sorrivoli, zm. 1247 w Fossombrone) – biskup Fossombrone, prepozyt kapituły w Rimini.
Urodził się w Sorrivoli w roku 1167, kształcił się w Ravennie, został prepozytem kapituły w Rimini a w roku 1228 biskupem Fossombrone. W Fossombrone wybudował katedrę a przy niej wysoką dzwonnicę. Jak niesie legenda miał przywrócić do życia, podanego mu na stół upieczonego ptaka.
W ikonografii przedstawiany jest w szatach pontyfikalnych. Jego atrybuty to model świątyni nawiązujący do wybudowanej w Fossombrone katedry, dzwon lub dzwonnica nawiązuje do dzwonnicy jaką polecił wznieść przy katedrze, ptak (najczęściej kuropatwa) nawiązuje do legendy o ożywieniu przez świętego upieczonego ptaka. 